# Epicrea insignis
Epicrea insignis — вид грибів, що належить до монотипового роду Epicrea.